# Kosaken

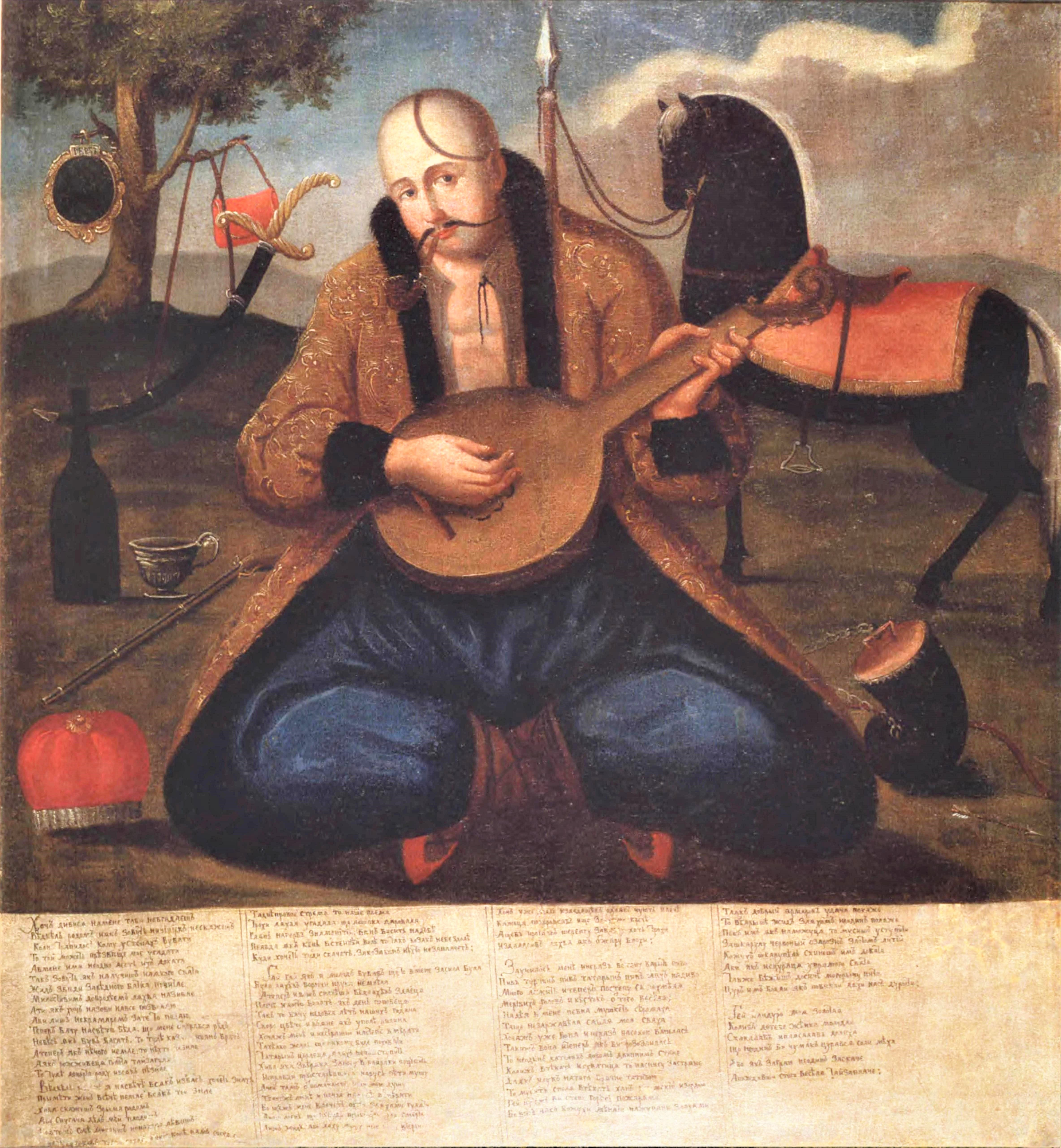
Kosak Mamaj mit Kobsa, Anfang 19. Jahrhundert, Öl auf Leinwand im Nationalen Kunstmuseum der Ukraine

Kosaken (ukrainisch козаки́, kosaky; russisch казаки́/каза́ки, kasaki; Ausspracheⓘ; polnisch kozacy) waren Gemeinschaften freier Reiterverbände, zu denen sich flüchtige russische, ukrainische und polnische Leibeigene, manchmal auch nur Abenteurer oder anderweitig Abtrünnige in den südlichen Steppengebieten Osteuropas (vgl. Wilde Felder) zusammenschlossen.
Der Name Kosak stammt aus den Turksprachen, bedeutet in etwa „freier Krieger“ und ist etymologisch mit dem Ethnonym Kasachen verwandt. Nicht mehr zeitgemäß ist die Ansicht, dass es sich bei den Kosaken um die Nachfahren der Kumanen handelt, die in den osteuropäischen Steppengebieten schon vor der mongolischen Invasion lebten.
Die slawischen Kosaken gründeten ab dem 16. Jahrhundert eigene Siedlungen und Gemeinschaften und wurden zu Wehrbauern, die sich gegen die häufigen Überfälle asiatischstämmiger Reiternomaden (vor allem Krimtataren) verteidigen mussten. In der Ukraine bildete sich im 17. Jahrhundert das quasistaatliche Kosaken-Hetmanat heraus, das gegen die polnische Herrschaft kämpfte und später als Autonomie ins Russische Zarenreich einging. Bis zum 18. Jahrhundert waren sowohl russische als auch ukrainische Kosaken vom Zarenreich teilweise unabhängig, dann wurden sie nach und nach als freie Kavallerieverbände in die russische Armee integriert. Hauptsiedlungsgebiete der Kosaken waren das Dnepr-, das Don- und das Ural-Gebiet.
Traditionell sind die Kosaken hierarchisch unter Atamanen oder Hetmanen organisiert. Die Kosaken spielten eine maßgebliche Rolle bei der russischen Kolonisation Sibiriens sowie des Nordkaukasus.

## Ukrainische Kosaken
Ab dem 15. Jahrhundert gehörte das ukrainische Gebiet nominell zur Polnisch-Litauischen Union, also zum polnischen (West-Ukraine) und zum litauischen Reich (Ost-Ukraine). Der Herrschaftsbereich war jedoch wegen des Bevölkerungsverlustes durch die Folgen des Mongolensturms stark eingeschränkt und reichte de facto nicht über Kaniw und Tscherkassy nach Süden hinaus. An der Nordküste des Schwarzen Meeres hatte sich hingegen mit den Krimtataren ein Herrschaftszentrum etabliert, das sich von den Resten der Goldenen Horde abgetrennt hatte. Die Herrschaft der Tataren war jedoch nicht territorial organisiert, überwiegend an das Zentrum auf der Krim gebunden und beschränkte sich darüber hinaus auf das Einsammeln von Tribut und Raubzüge in die nördlich gelegenen ukrainischen Grenzgebiete. Der Zwischenraum zwischen Polen, Litauen, Russland und den Krimtataren (das Wilde Feld) war ein herrschaftloser Bereich, in dem sich staatliche Macht ausschließlich in den wenigen befestigten Grenzstädten etablieren konnte.

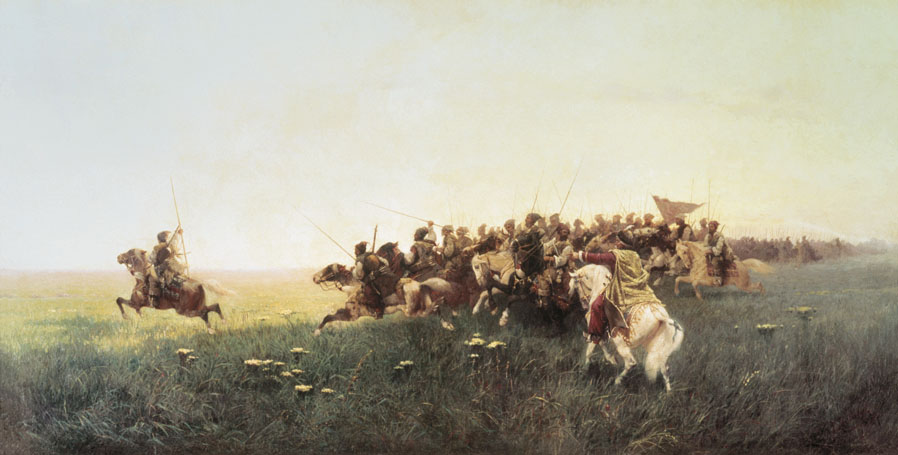
Angriff der Saporoger Kosaken in der Steppe. Gemälde von Franz Roubaud

Das Leben in den Grenzgebieten war zunächst auf die befestigten Städte bezogen; der Ackerbau war unterentwickelt, weil tatarische Feldzüge jegliche Siedlungsansätze zunichtemachten. Man lebte vom Steppengewerbe, d. h. man verließ die Grenzfestungen in Gruppen, um in den von Tataren gefährdeten Gebieten Fische zu fangen, Bienen zu züchten und Wild zu jagen. Hierzu versammelte man sich alljährlich im Frühjahr in einer der Grenzstädte, schloss sich in einer Gruppe zusammen, wählte einen Anführer und schwor sich Zusammenhalt für die Dauer der Steppensaison. Die hierbei entstehenden Steppenbeutergruppen (Watahy) wurden zum Kern der slawischen (ukrainischen) Kosakengruppen. Diese einzelnen Kosakengruppen waren Gemeinschaften von jeweils etwa 20 Mann, die gemeinsam lebten, gemeinsam wirtschafteten, sich gemeinsam verteidigten und nach dem Vorbild der sie bedrängenden tatarischen Reitertrupps auch schon anfingen, erste Beutezüge zu Pferde zu unternehmen.

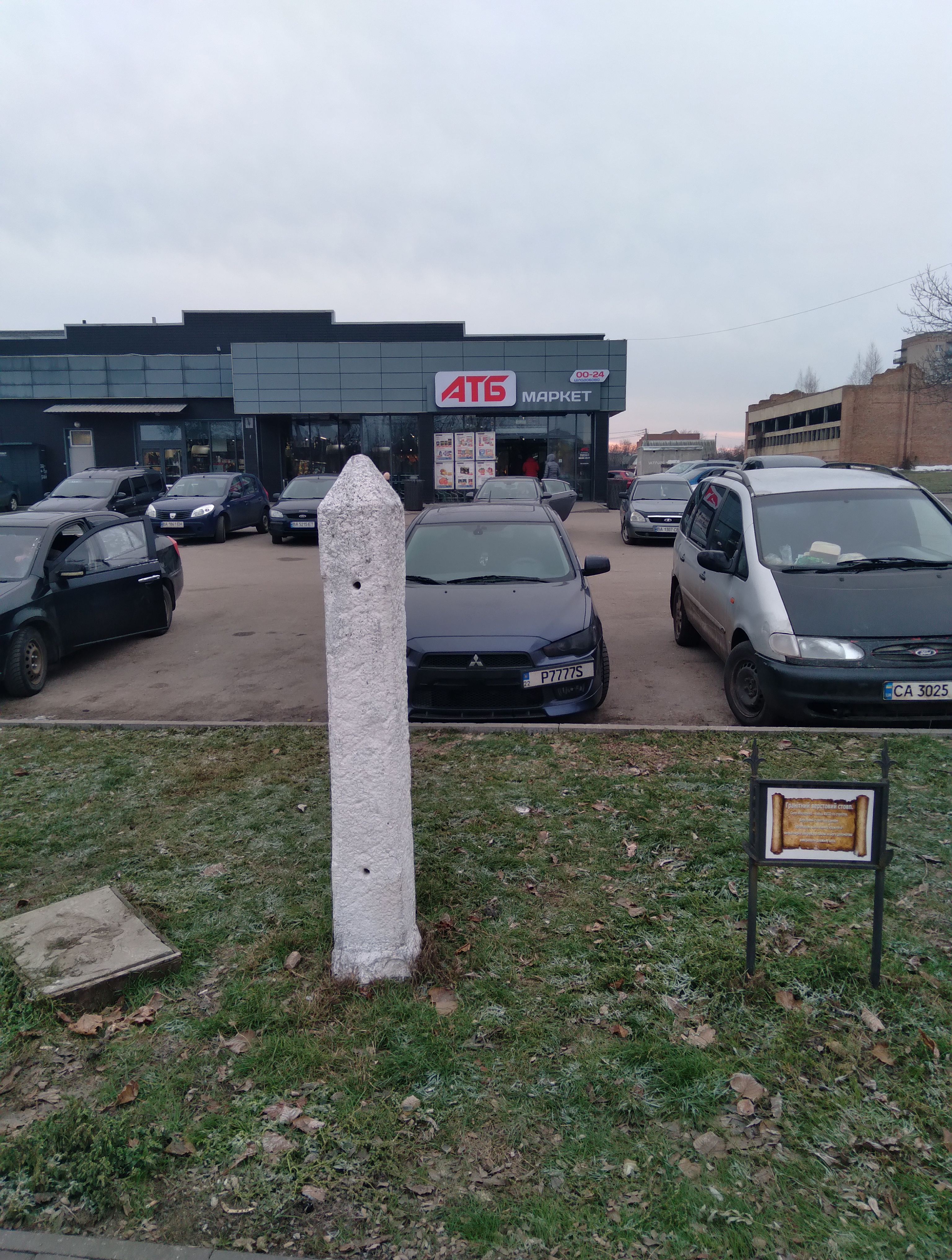
Eine einzigartige Granitsäule, mit der die Kosaken das Territorium markierten. Gefunden im Dorf Moschoryne in der Zentralukraine

Die feudale Unterdrückung im polnisch-litauischen und im russischen Hinterland (Zweite Leibeigenschaft) veranlasste im 16. Jahrhundert nun immer mehr Bauern zur Flucht in das südliche Grenzgebiet. Der Zustrom von Menschen führte von der Mitte des 16. Jahrhunderts an dazu, dass die Steppenbeuter an den Flussläufen des Steppengebiets erste Siedlungskerne entwickelten (frühere Bienengärten wurden zum Kern von neuen Siedlungen) und langsam in bisher unbesiedeltes Gebiet vordrangen. Andererseits erhöhte sich auch die Zahl derjenigen Menschen, die zwar weiterhin dem Steppengewerbe nachgingen, sich aber immer mehr auch mit ihren Erfahrungen im Kampf gegen Tataren als Söldner verdingten bzw. in ihren Kosakengruppen eigenständige Kriegsunternehmungen initiierten. Der Begriff Stan bezeichnet dabei eine militärisch organisierte, auch regional zusammengehörige Gruppe der Kosaken, die meist als Großverband auftrat. Das Aktionsfeld für kriegerische Tätigkeiten war allerdings auch groß angelegt und wuchs immer mehr, traten doch nicht nur Polen und das Moskauer Reich (zunächst für Grenzwachtdienste, dann aber auch für kriegerische Feldzüge gegen Tataren, Russen und Schweden), sondern auch litauische Magnaten als Truppenwerber auf, um ihre riesigen Privatarmeen für interne Machtkämpfe zu unterhalten. Daneben förderte auch die tatarische Bedrohung der Gebiete weiterhin die Zusammenschlüsse von Kosakengruppen mit kriegerischem Ziel: Kosaken überfielen aus eigener Kraft tatarische Verbände oder unternahmen auf Booten Seezüge über das Schwarze Meer und plünderten die Küstenstädte des Osmanischen Reichs.

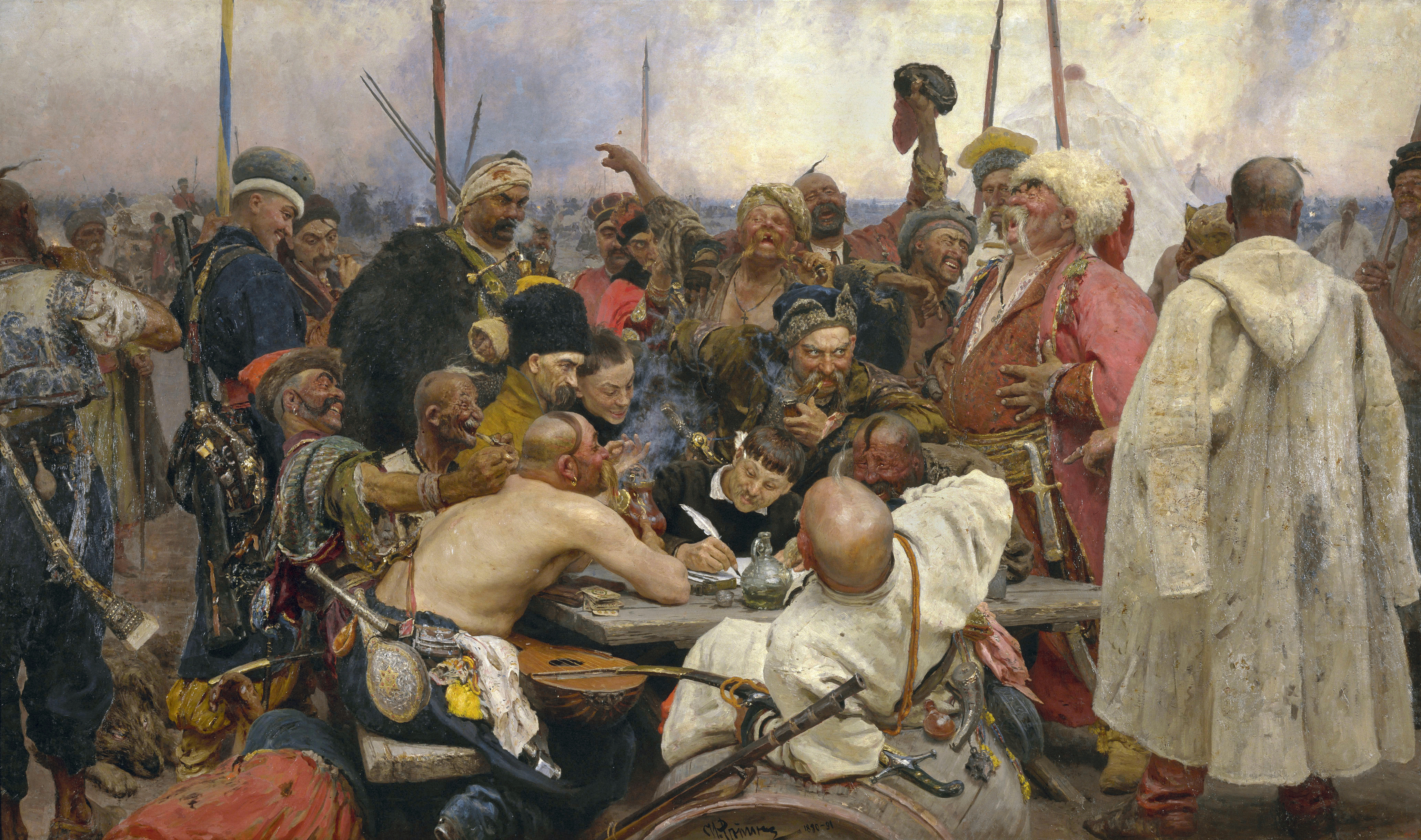
Die Saporoger Kosaken schreiben dem türkischen Sultan einen Brief (Gemälde von Ilja Repin, 1891)

### Soziale und religiöse Bindungen
Bis ins 18. Jahrhundert bildeten die Kosaken keine spezielle soziale Schicht, sie definierten sich vielmehr durch ihre Tätigkeit als Steppenbeuter, später auch – wenn sie in die militärische Organisation der Registerkosaken aufgenommen worden waren – durch die ihnen von der polnischen Krone oder dem Zaren verliehenen Freiheiten und Privilegien als Krieger.
Kosaken waren zunächst gegenüber der sozialen Herkunft und dem religiösen Bekenntnis tolerant. Es sind sowohl Adlige, Bauern und Bürger als auch Tataren sowie Kosaken russisch-orthodoxen, unierten und römisch-katholischen Glaubens belegt; bis in die erste Hälfte des 17. Jahrhunderts finden sich sogar Kosaken jüdischen Glaubens eindeutig in den Quellen belegt. Ein Wandel vollzog sich jedoch im 17. Jahrhundert, als der Zugriff polnisch-litauischer staatlicher und adliger Macht immer stärker wurde.
Die Auseinandersetzung auf der sozio-politischen Ebene führte seit dem dritten Jahrzehnt des 17. Jahrhunderts zu einer immer deutlicher werdenden Abneigung der Kosaken gegen alles Katholische und – wegen der zunehmenden Bedeutung jüdischer Verwalter auf polnischen Adelsgütern – alles Jüdische. In diesem Rahmen wurden die Kosaken zu Trägern einer ukrainischen Eigenständigkeit, die zunächst ausschließlich in Abgrenzung zu allem Polnischen definiert war, im Verlauf der ersten Hälfte des 17. Jahrhunderts jedoch auch inhaltlich die Wurzeln für ein eigenständig gedachtes Ukrainertum legte.

### Die Saporoger Kosaken und die Sitsch

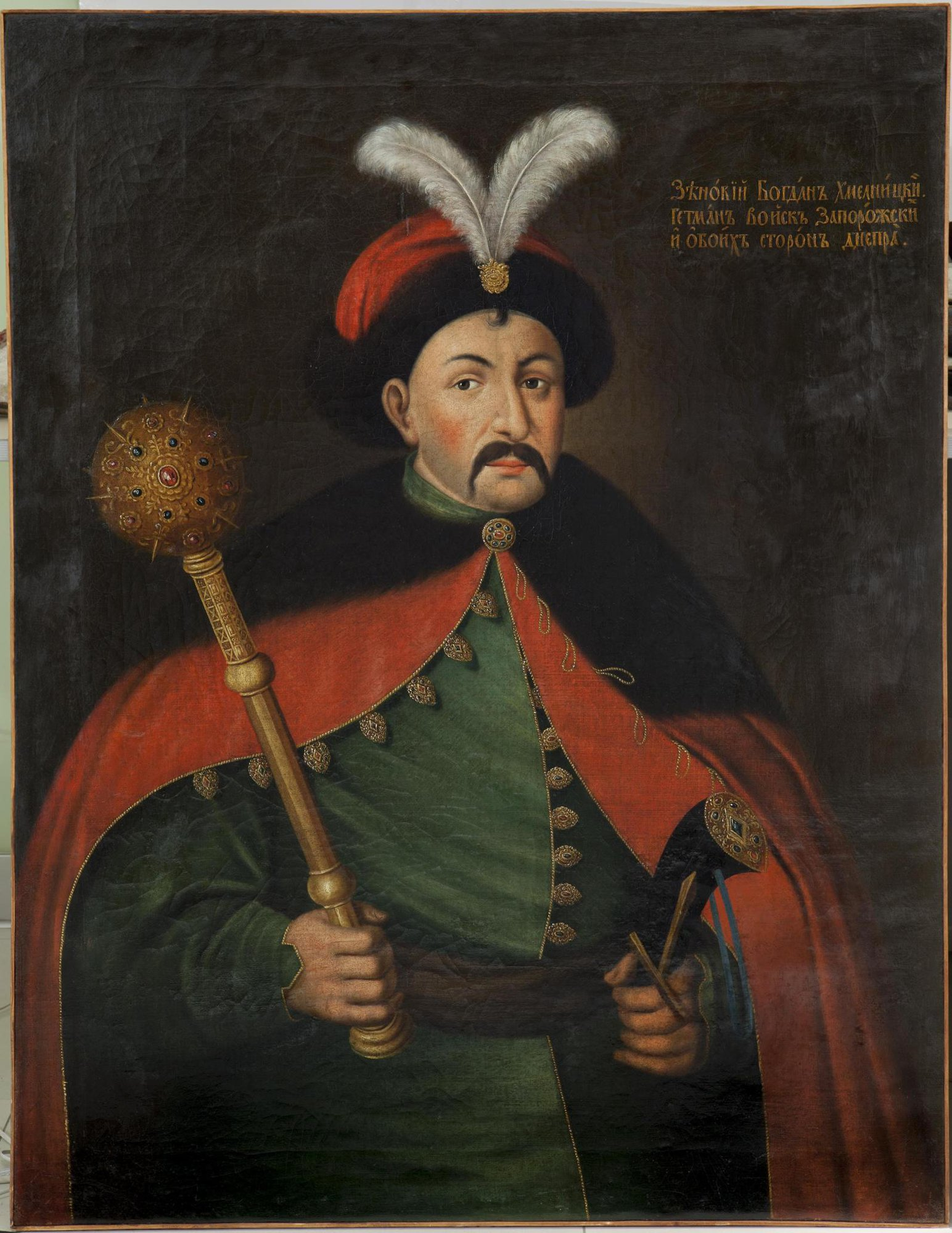
Bohdan Chmelnyzkyj

In den 1550er Jahren baute der mit den Kosaken eng verbündete Fürst Dmytro Wyschnewezkyj eine Festung auf der Dnepr-Insel Chortyzja, um einen Stützpunkt für Angriffe auf die Tataren zu besitzen. Dabei wurde er sowohl von der litauischen als auch von der Moskauer Obrigkeit unterstützt. Diese Festung diente den Kosaken von dieser Zeit an als Vorbild für die Saporoger Sitsch und weitere Festungsanlagen. Diese Festungen bildeten einen Wendepunkt im Bewusstsein der Kosaken, da sie jetzt einen von der Verwaltung unabhängigen Mittelpunkt besaßen. Hier entstand das Bild der rauen, trinkfesten Männergesellschaft, dem sowohl mönchische (weil Frauen keinen Zugang zur Sitsch hatten) als auch ritterliche Züge angedichtet wurden. In der Tat errangen die Kosaken jetzt eine gewisse Unabhängigkeit von der polnisch-litauischen Regierung, was von dieser den Türken und Tataren gegenüber auch bestätigt wurde, wenn von jener Seite Klagen über die Angriffe kamen. Gegen Ende des 16. und zu Beginn des 17. Jahrhunderts war das Kosakentum organisiert und in seiner Stellung gefestigt. Versuche der polnischen Könige Sigismund II. August und Stefan I., die Kosaken in ihren Dienst zu nehmen, waren nur vorübergehend und eingeschränkt erfolgreich. Die Kosaken bildeten zu dieser Zeit einen eigenen Stand mit unabhängiger Rechtsprechung und Obrigkeit. Ökonomisch blieben sie jedoch sowohl vom polnischen als auch vom russischen Staat abhängig. Die Kosaken erhielten für ihre Dienste als Verteidiger der russischen südwestlichen bzw. der polnischen südöstlichen Grenze Lebensmittel und Geld, auf das sie angewiesen waren. Diese ökonomische Abhängigkeit einerseits und die politische Unabhängigkeit andererseits führten nicht selten zu Auseinandersetzungen mit den sich festigenden Staaten Russland und Polen-Litauen um Herrschaftsrechte und -pflichten. Bis zur Mitte des 17. Jahrhunderts war es dem polnischen Staat gelungen, große Teile der Oberschicht der Kosaken in den polnischen Adel, die Szlachta, zu integrieren. So kam es zu inneren sozialen Auseinandersetzungen. Die einfachen Kosaken sahen sich mehr und mehr in ihren Rechten beschnitten. Sie waren meist Wehrbauern und gelangten in eine immer tiefere Abhängigkeit von polnischen Großgrundbesitzern. Hinzu kam, dass der polnische Staat Versuche unternahm, die orthodoxen Kosaken zum katholischen Glauben zu bekehren. Die Gegensätze polnisch-kosakisch, katholisch-orthodox, Großgrundbesitzer-Bauer wurden bestimmend für die Herausbildung des politischen Mythos um die Kosaken.

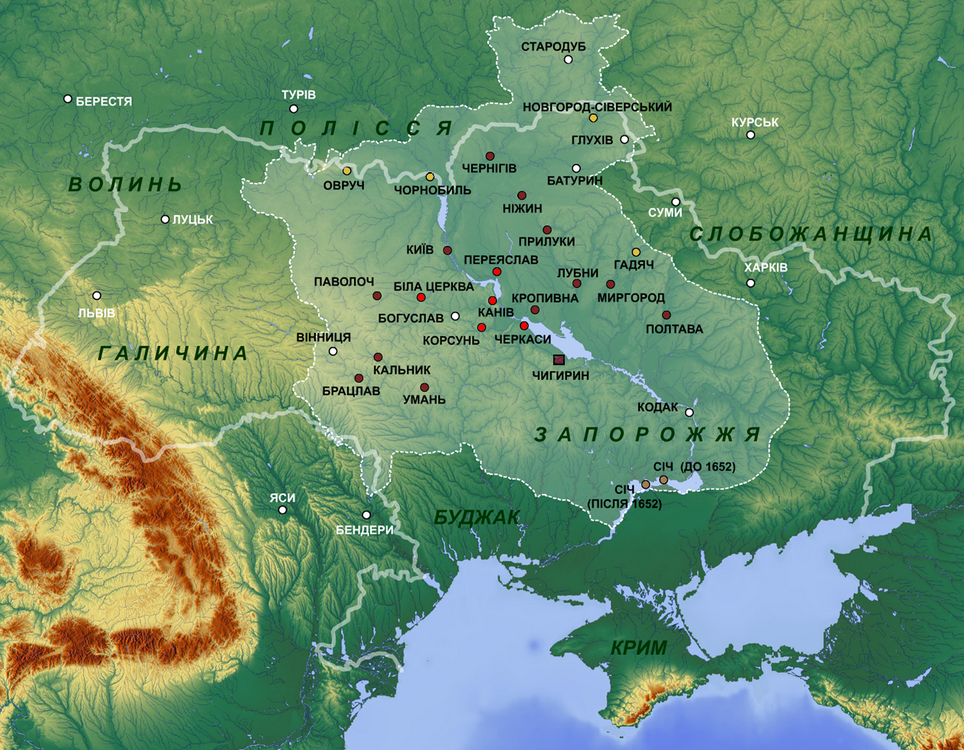
Das Gebiet wurde im 17. Jahrhundert kontrolliert

Im Jahre 1648 setzte sich der Hetman der Saporoger Kosaken, Bohdan Chmelnyzkyj (russisch Bogdan Chmelnizki), an die Spitze des Chmelnyzkyj-Aufstandes gegen die polnisch-litauische Herrschaft. Seine Gefolgsmänner plünderten weite Teile des polnisch-litauischen Reiches, wobei es unter Beteiligung der dortigen christlichen Bevölkerung zu schweren Ausschreitungen gegen die jüdische Bevölkerung kam. Den Juden wurde unterstellt, sie stünden unter dem besonderen Schutz des polnischen Königs. Diese Pogrome kosteten möglicherweise bis zu hunderttausend Juden das Leben. Chmelnyzkyj wird auch heute noch in der Ukraine als eine Art Nationalheld betrachtet. Um der Niederlage gegen Polen-Litauen zu entgehen, leisteten die Kosaken 1654 mit Chmelnyzkyj durch den Vertrag von Perejaslaw dem Moskauer Zaren den Treueid. Die historische Deutung dieses Treueides ist seither zwischen der Ukraine und Russland umstritten; so wurde der Vertrag von 1654 in der sowjetischen Historiographie als (Wieder-)Vereinigung der Ostslawen gedeutet und 1954 feierlich begangen, etwa durch die Umbenennung der ukrainischen Stadt Proskuriw in Chmelnyzkyj. Die Feierlichkeiten waren auch Anlass für die Übergabe der Halbinsel Krim von der Russischen SFSR an die Ukrainische SSR.
Nebenartikel: Hetmanat

## Russische Kosaken

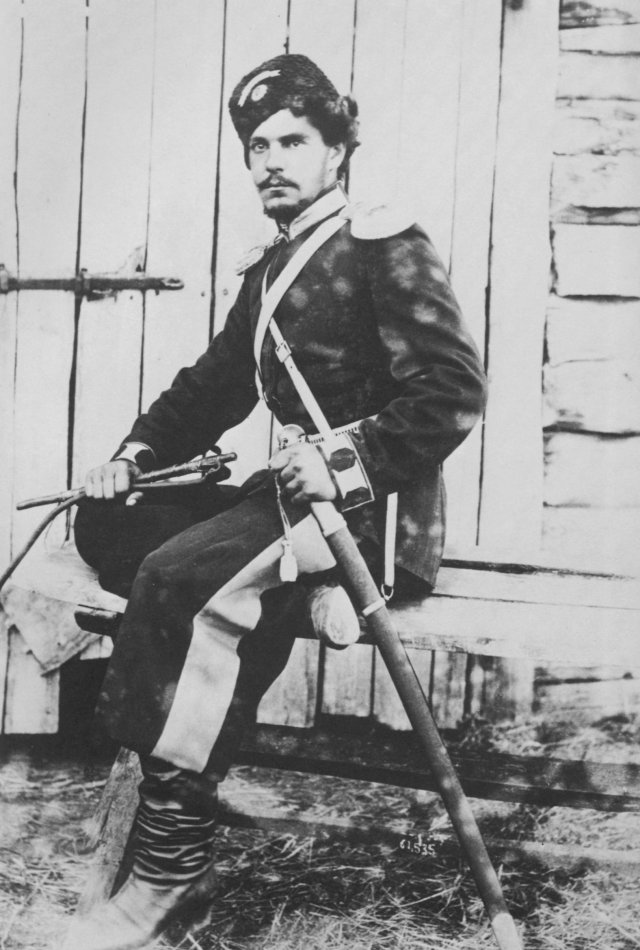
Orenburger Kosak, ca. zweite Hälfte des 19. Jahrhunderts

Bereits im 15. Jahrhundert bildeten sich am Don Kosakengemeinschaften aus. Als zumeist entflohene Leibeigene aus Zentralrussland und dem Gebiet der heutigen Ukraine führten die Kosaken ein semilegales und zum Teil räuberisches Dasein, erfüllten aber auch eine wichtige Funktion bei der Verteidigung des Moskauer Staates vor den Plünderungszügen der Krimtataren. Auch wenn die Kosaken mit der russischen Staatsmacht nicht immer im guten Verhältnis standen, waren sie zumeist patriotisch zu dieser eingestellt und die Zugehörigkeit zum orthodoxen Glauben war für die Aufnahme in die Reihen der Kosaken obligatorisch.

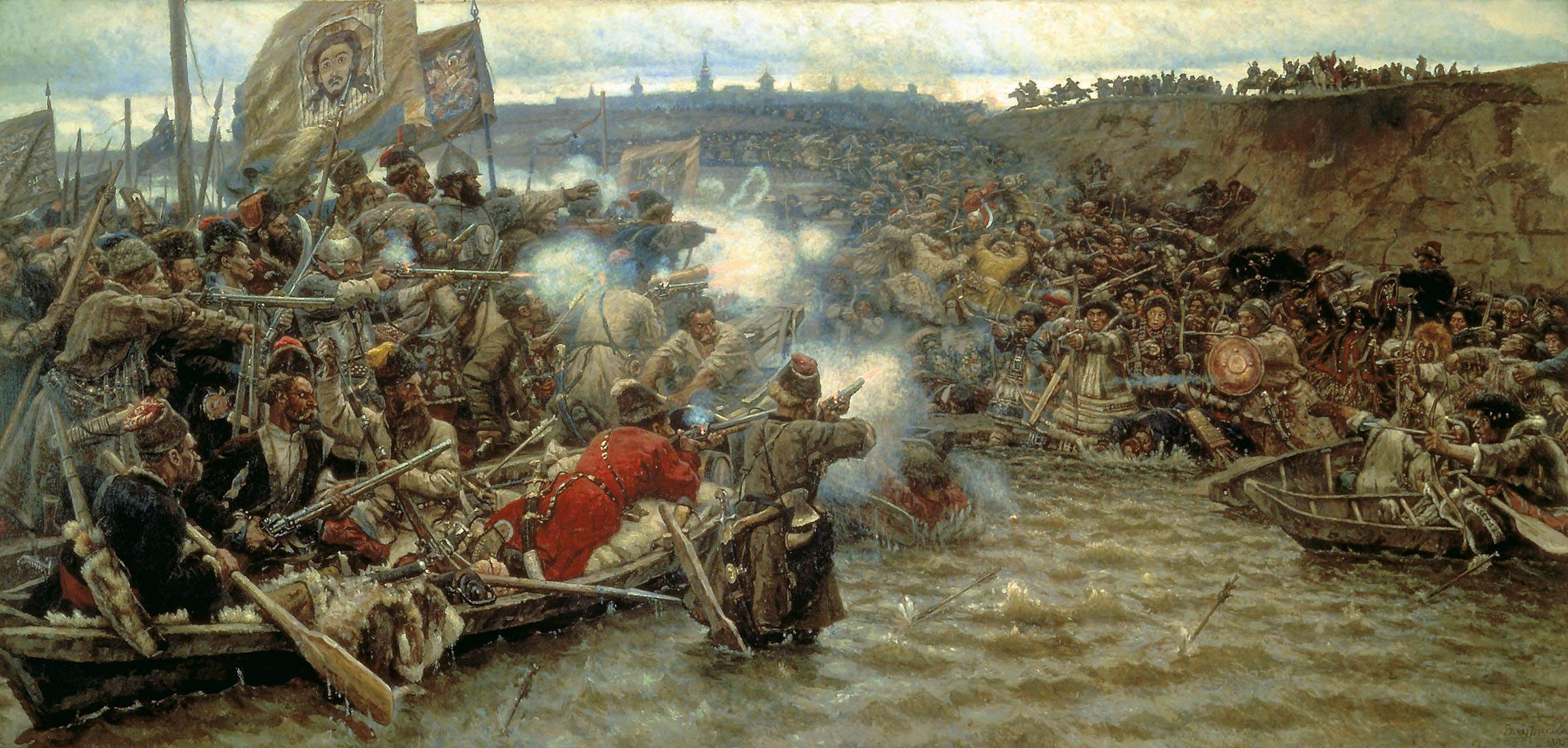
Die Eroberung Sibiriens durch Jermak, ein Gemälde von Wassili Surikow

Nachdem die Kosaken unter Jermak Timofejewitsch das Khanat Sibir erobert und Gebiete hinter dem Ural dem Zaren unterstellt hatten, verbesserte sich ihr Status und ihr Verhältnis zur Staatsmacht. 1577 wurde am Terek im Kaukasus ein Kosakenheer gegründet; zum Ende des 16. Jahrhunderts gründeten Kosaken in Westsibirien die Städte Tobolsk, Berjosow, Surgut, Tara, Obdorsk und Narym.

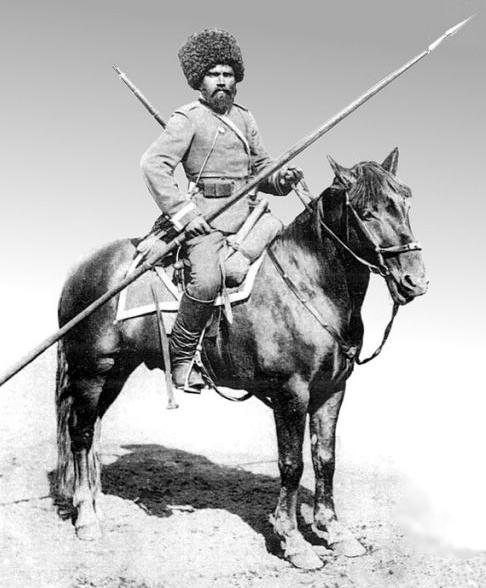
Ein sibirischer Kosak, Ende des 19. Jahrhunderts

Anfang des 17. Jahrhunderts erreichten russische Kosaken den ostsibirischen Fluss Jenissei. Während der Herrschaft Michael Fjodorowitschs, des ersten Zaren aus der Dynastie Romanow, erschlossen russische Kosaken Ostsibirien und gründeten die Siedlungen Jenisseisk, Kusnezk, Krasnojarsk und Jakutsk. Sie erreichten 1634 das Ochotskische Meer (Pazifischer Ozean).
1645 befuhr der Kosak Wassili Pojarkow den Fluss Amur und entdeckte die Nordküste der Insel Sachalin. 1648 erreichte der Kosak Semjon Deschnjow aus der Mündung des Flusses Kolyma im Nordpolarmeer die Mündung des Flusses Anadyr im Pazifik und entdeckte die Straße zwischen Asien und Amerika. Von 1697 bis 1699 erforschte der sibirische Kosak Wladimir Atlassow die Halbinsel Kamtschatka und die Kurilen-Inseln. Im 19. Jahrhundert wurde mit den Kosaken die Amur-Region besiedelt, die der Gouverneur Nikolai Murawjow-Amurski auf diplomatischen Wegen China abnahm. Auch bei der Eroberung und Russifizierung des Kaukasus spielten die Kosaken eine entscheidende Rolle.
Das Verhältnis der Staatsmacht und der Kosaken war aber nicht nur von Kooperation geprägt. Immer wieder begehrten die Kosaken gegen die aus ihrer Sicht zu großen Einschnitte in ihre freie Lebensweise auf. Während der russischen Zeit der Wirren waren die Kosaken maßgeblich an den Unruhen und den Kampfhandlungen in Zentralrussland beteiligt. Im späten 17. Jahrhundert organisierte der Ataman Stenka Rasin einen großen Aufstand in Südrussland und etwa hundert Jahre später waren es die Kosaken unter Jemeljan Pugatschow, die sich zusammen mit Tataren und Baschkiren zum Pugatschow-Aufstand gegen die verschärfte Leibeigenschaftspolitik Katharinas der Großen erhoben. Bei diesen Aufständen, denen sich auch zahlreiche unzufriedene Bauern und Angehörige der Unterschichten anschlossen, und die darum durchaus als soziale Revolutionen bezeichnet werden können, nahmen die Kosaken einerseits eine militärische Führungsrolle ein, andererseits versorgten sie die Aufständischen durch ihre Losungen von Freiheit und Gleichheit auch mit einer Art Programm, das begeistert aufgenommen und während der Aufstände teilweise in die Praxis umgesetzt wurde.

## Die Kosaken im 19. Jahrhundert

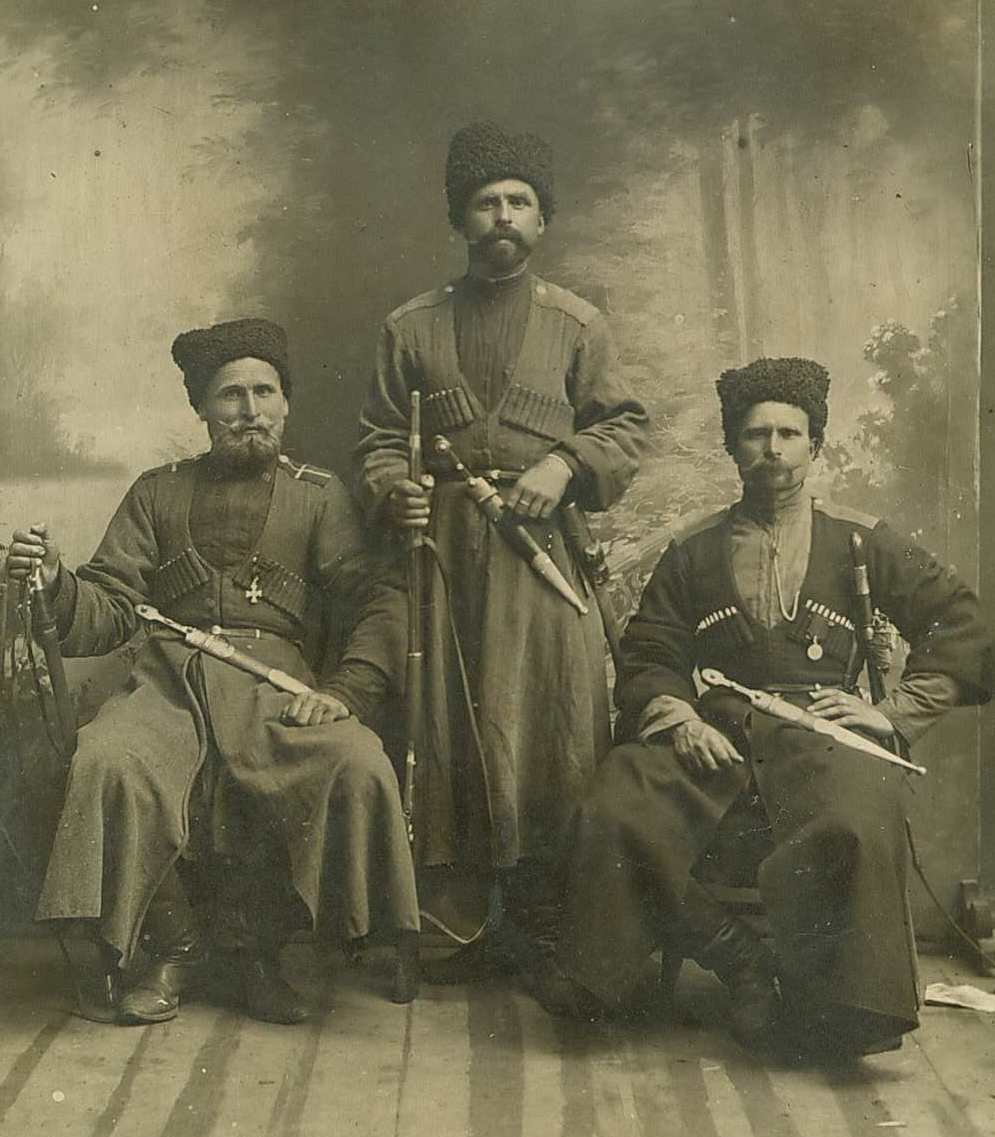
Die Kleidung der Kuban-Kosaken (Südrussland) nahm im 19. Jahrhundert viele kaukasische Elemente wie etwa die Tschocha auf

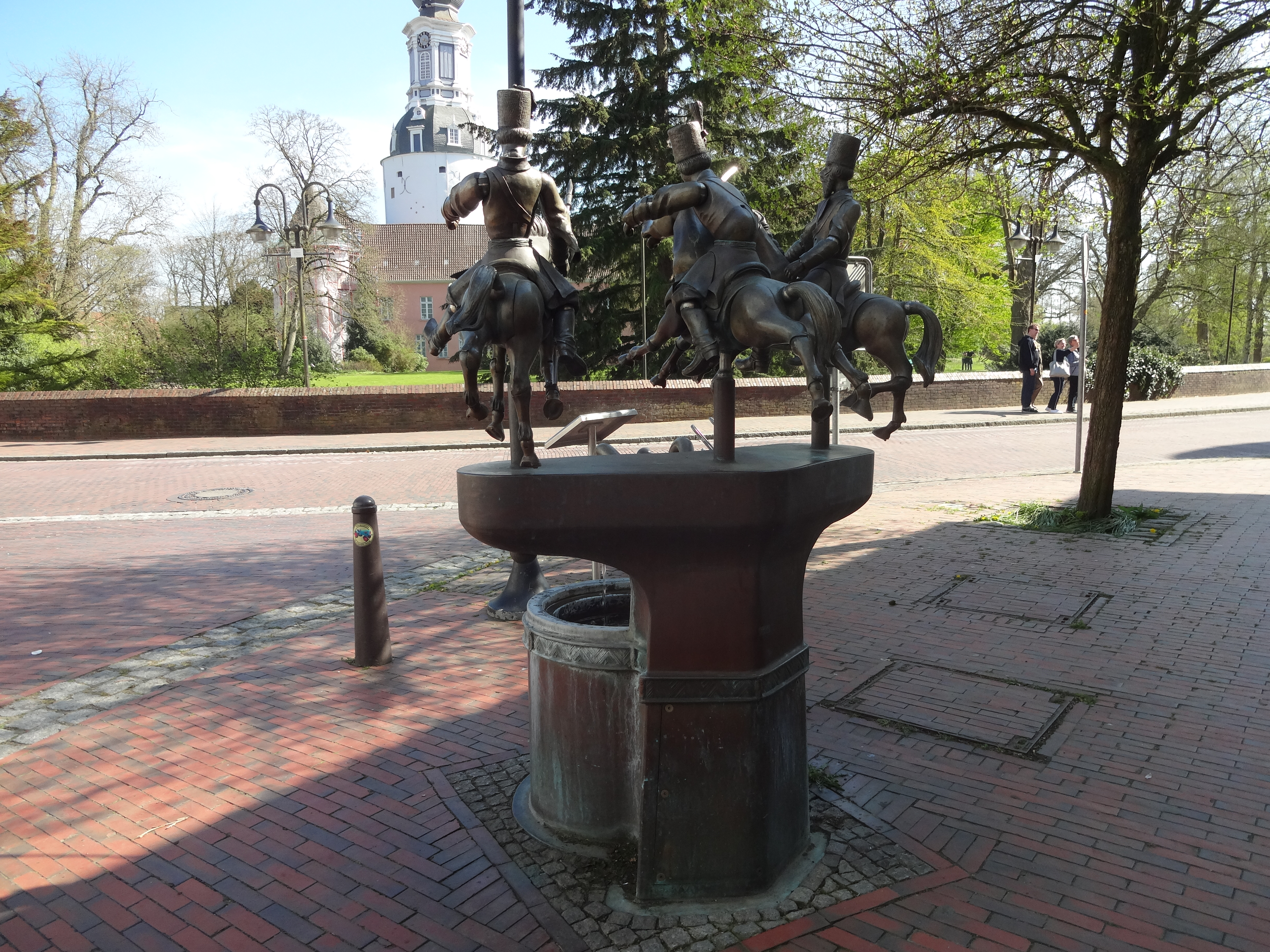
Kosakenbrunnen in Jever

Waren die Kosaken bis ins 18. Jahrhundert hinein die Hauptträger des sozialen Protestes im Zarenreich gewesen, so verlief im Gegensatz dazu das 19. Jahrhundert weitgehend konfliktfrei und die Kosaken verwandelten sich in eine der tragenden Säulen des Reiches. Das gelang vor allem deshalb, weil die Kosaken fortan als ein erblicher Kriegerstand galten, der sich von anderen Gesellschaftsgruppen deutlich abgrenzte und dem für die Leistung von Militärdienst Steuer- und Abgabenfreiheit zugestanden wurde. Die Kosakeneinheiten der Kaiserlich Russischen Armee spielten als leichte Reiterei eine bedeutende Rolle während der Koalitionskriege und des Russlandfeldzugs Napoleons, im Kaukasuskrieg sowie in den Russisch-Türkischen Kriegen. Kosaken wurden als barbarische Wilde gefürchtet und wegen ihrer Reitkünste und ihrer kämpferischen Qualitäten bewundert.
Im Jahr 1813 befreiten Kosaken die zur Russischen Krone gehörende Herrschaft Jever von den napoleonischen Besatzern. Daran erinnert unter anderem der 2013 von Bonifatius Stirnberg geschaffene Kosakenbrunnen.
In Persien wurde 1879 eine Kosakenbrigade nach russischem Vorbild als Leibgarde des Schahs gegründet.

## Kosaken im Russischen Bürgerkrieg und in der Sowjetzeit
Kurz vor der Oktoberrevolution gab es etwa 4,5 Millionen Kosaken, von denen knapp 450.000 militärisch ausgebildet waren. Im darauf folgenden Russischen Bürgerkrieg beteiligte sich ein großer Teil der Kosaken auf der Seite der zaristischen „Weißen“. Gleichzeitig versuchten sie, ihre autonome Stellung und ihre Sonderrechte zu erhalten, was sie nicht selten auch in Konflikte mit den „Weißen“ brachte, sodass die Kosaken solcherart oft zwischen den Bürgerkriegsfronten „zerrieben“ wurden. Unter Lenin und danach Stalin wurde die Mehrheit der Kosaken kollektiv als „Anti-Bolschewiki“ verfolgt. Bereits im Januar 1919 hatten die Bolschewiki eine Politik der „Entkosakisierung“ dekretiert, womit die physische Vernichtung aller Gegner unter den Kosaken gemeint war. Revolutionstribunale wählten ihre Opfer nicht selten völlig willkürlich aus und verhängten Todesurteile im Schnellverfahren, denen allein bis Mitte 1919 mindestens 10.000 Kosaken zum Opfer fielen. Viele Kosaken – insbesondere die gehobenen Schichten – flohen vor dem systematischen Terror der Bolschewiki nach Frankreich, dessen Sprache sie bereits beherrschten. Ihre Nachkommen leben heute voll integriert in Frankreich.
Es gab aber auch sogenannte Rote Kosaken auf Seiten der Bolschewiken. Ihr bekanntester Befehlshaber war Semjon Budjonny, der aber selbst kein Kosak war. Der Roman Der stille Don von Michail Scholochow beschreibt die Haltung der Kosaken während der Revolution eindringlich. Es gab viele Kosaken, die öfter die Seiten wechselten.

## Kosaken im Zweiten Weltkrieg

### Kosaken in der Wehrmacht
Wie zur Zeit des Russischen Bürgerkrieges fanden sich die Kosaken während des Zweiten Weltkrieges auf beiden Seiten wieder. Viele Kosaken, darunter ein nicht unbeträchtlicher Teil der im Exil lebenden Kosaken, wie z. B. der einstige Ataman Pjotr Krasnow, hegten wegen ihrer antibolschewistischen Einstellung offene Sympathien für das nationalsozialistische Deutschland, das sie als Bollwerk gegen Stalin und den Kommunismus betrachteten.
Im Vorrücken der deutschen Wehrmacht glaubten sie eine Möglichkeit zu erkennen, alte Rechte und Privilegien wieder zu erhalten und den Glauben an die orthodoxe Religion wieder offen zelebrieren zu können. Deshalb boten sie Hitler ihre Dienste an. Dieser kam ihren Wünschen zunächst wenig nach, obwohl die Kosaken in der NS-Rassenhierarchie nicht als slawische „Untermenschen“ galten, sondern als ein von den Ostgoten abstammendes und damit zumindest teilweise „arisches“ Volk.

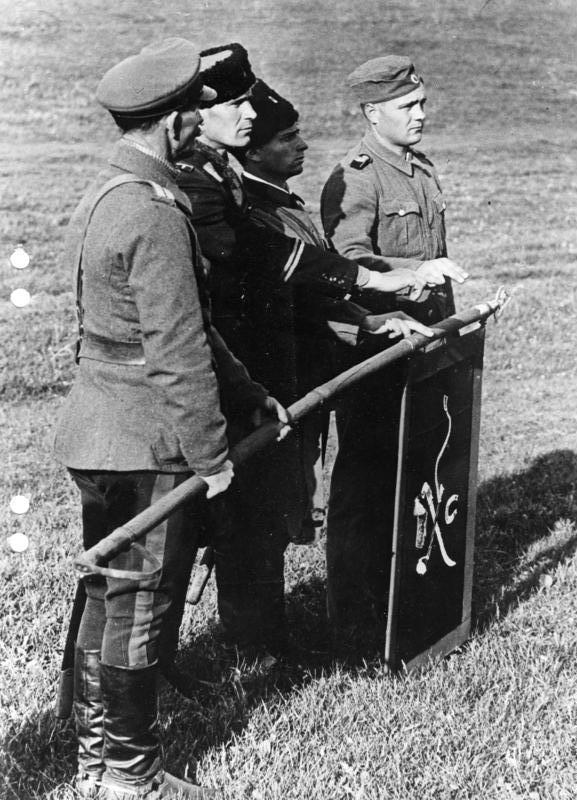
Drei Kosaken leisten den Eid auf Hitler

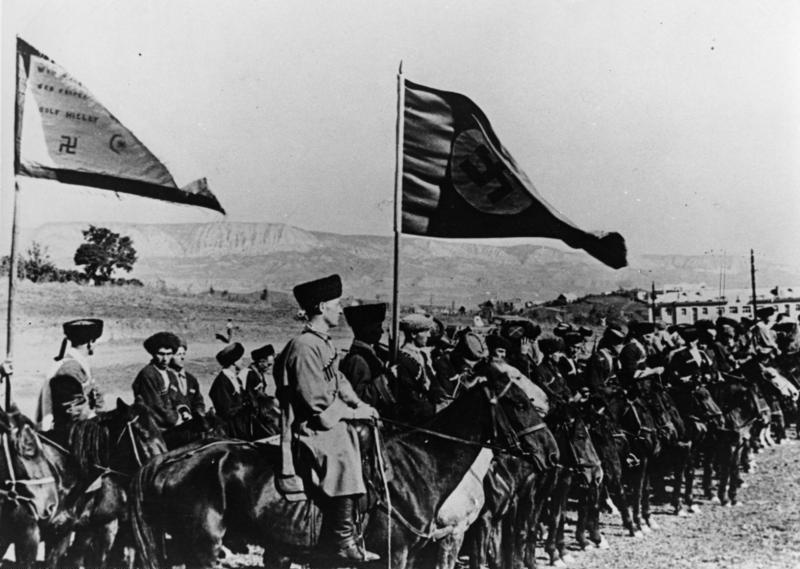
Kosakeneinheit der Wehrmacht

Die ersten Sicherungs- und Kavallerieformationen der Kosaken, die auf deutscher Seite eingesetzt wurden, entstanden im Herbst 1941. Am 22. August 1941 lief das sowjetische 463. Infanterieregiment unter Iwan Kononow, einem Donkosaken, fast geschlossen zur Wehrmacht über und wurde von der Heeresgruppe Mitte als Kosakenabteilung 600 für Sicherungsaufgaben und zur Partisanenbekämpfung in Dienst genommen.
Die 18. Armee der Wehrmacht (Heeresgruppe Nord) befahl, dass jede ihrer Divisionen, die mit Besatzungsaufgaben betraut war, eine Kosakenhundertschaft zur aktiven Sicherung gegen sowjetische Partisanen hatte. Diese Einheiten wurden anfangs aus den Kriegsgefangenen und Überläufern der Roten Armee gebildet.
Während der Sommeroffensive der Wehrmacht 1942 billigte Hitler den Einsatz von Kosakenverbänden nicht nur bei der Partisanenbekämpfung, sondern auch an der Front. Mit Hilfe von 25.000 Freiwilligen sollte ein großer frontfähiger Großverband gebildet werden. Als sich die Wehrmacht nach der Niederlage von Stalingrad aus dem Kaukasus zurückziehen musste, wurde der Plan fallengelassen. Es standen aber rund 20 Kosakeneinheiten in Bataillonsstärke über die ganze Ostfront verteilt im Kampf.
Die im Sommer 1943 in Mława in Polen aufgestellte 1. Kosaken-Kavallerie-Division zählte etwa 10.000 Mann. Sie war der erste große Kosaken-Großverband im Osten. Den Stamm der Division bildeten die Kosaken des Auffanglagers Cherson in der Ukraine, Kosaken vom Don, Kuban, Terek, aus Sibirien, Transbaikalien und Ussurien. Das Offiziers- und Unteroffizierkorps wurde aus ehemaligen Kriegsgefangenen der Roten Armee und Emigranten westlicher Länder gebildet, die sich zur Kollaboration bereit erklärten. Organisationsform, Bewaffnung und Ausrüstung entsprachen der einer ostpreußischen Kavallerie-Brigade. Die Division bestand im September 1943 aus je einem Regiment Sibirischer und Terekkosaken sowie je zwei Regimentern Don- und Kubankosaken. Jedes Regiment hatte 2.000 Mann, mit 160 deutschen Soldaten Rahmenpersonal. Die Division war dem deutschen Generalmajor Helmuth von Pannwitz unterstellt, der von den Kosaken als Hetman der Division gewählt wurde.
Weil Bedenken bestanden, dass die Kosaken gegen ihre Landsleute nicht zuverlässig kämpfen würden, wurde der Großverband nicht an der Ostfront eingesetzt, sondern im September 1943 nach Jugoslawien in den Raum Belgrad beordert, und der 2. Panzerarmee, Heeresgruppe F, unterstellt. Die Kapitulation Jugoslawiens im April 1941 und der gleichzeitige Zerfall des Vielvölkerstaates läutete einen der blutigsten und opferreichsten Partisanenkriege in der Geschichte ein. Die Fronten verliefen zwischen den politischen Mächtegruppierungen kreuz und quer durch das Land. Den Kosakenregimentern wurde die Aufgabe übertragen, neben dem Schutz der Nachschublinien nach Griechenland (u. a. auch der Volksdeutschen) zum Angriff auf die Partisanen überzugehen und sie aus ihren Stützpunkten zu vertreiben. Längst war die Jugoslawische Volksbefreiungsarmee von anfänglich 80.000 Mann auf Ende 1944 über 400.000 Mann angewachsen. Die Beweglichkeit der berittenen Kosakenverbände und ihr Kampfesmut brachten die Partisanen allerdings mehrfach in schwere Bedrängnis. Im Rahmen des „Unternehmens Rösselsprung“ zeichneten sich zwei Kosakenregimenter bei der Einnahme des Hauptquartiers von Tito in den Bergen bei Drvar aus, wobei es dem Partisanenführer nur durch einen Glücksumstand in letzter Minute gelang, der Gefangennahme zu entgehen.
Dem inzwischen zum Generalleutnant ernannten Helmuth von Pannwitz unterstand schließlich ab Februar 1945 das zum Armeekorps angewachsene XIV. Kosaken-Kavallerie-Korps der Waffen-SS, bestehend aus der 1. Kosaken-Kavallerie-Division (Kommandeur Oberst von Baath), der 2. Kosaken-Kavallerie-Division (Kommandeur Oberst Hans-Joachim von Schultz), der Plastunbrigade (Kommandeur Oberst Iwan Kononow) sowie der im Aufbau begriffenen 3. Kosakendivision mit einer Kampfstärke von mehr als 25.000 Mann. Schon seit Mitte 1944 hatte es Bestrebungen gegeben, die Kosakendivision in die Waffen-SS einzugliedern. Am 26. August 1944 kam es zu einer diesbezüglichen Unterredung zwischen Himmler und Pannwitz. General von Pannwitz akzeptierte eine lose Verbindung mit der Waffen-SS, um seinen Einheiten Zugang zu schwereren Waffen und besserer Ausrüstung zu verschaffen und um eine weitere Kontrolle über Kosakeneinheiten in Frankreich zu behalten. Die Kommandostrukturen, Uniformen sowie Rangbezeichnungen verblieben aber weiterhin bei der Wehrmacht.
Die 1. Kosaken-Kavallerie-Division wurde durch eine Vielzahl von Plünderungen, Vergewaltigungen und Erschießungen im jugoslawischen Aufstandsgebiet bekannt.

#### Umsiedlung
Bedingt durch den Rückzug der Wehrmacht im Osten ab 1943 sahen sich auch viele Kosakenfamilien gezwungen, ihre Heimat zu verlassen. Ihnen wurden von der deutschen Reichsregierung neue Siedlungsgebiete im Raum Tolmezzo, in der oberitalienischen Provinz Friaul, als neues „Kosakia“ zugewiesen. Im Sommer 1944 wurden in 50 Eisenbahnzügen etwa 35.000 Kosaken aus dem Osten evakuiert und in dieser Gegend angesiedelt, wo sie bis Kriegsende hauptsächlich im Kampf gegen italienische Partisanen eingesetzt waren.

#### „Lienzer Kosakentragödie“
Aus verschiedenen Gründen, vor allem aber, um der Gefangennahme durch Rote Armee oder Tito-Partisanen zu entgehen, flüchteten die Kosaken-Stans Anfang Mai 1945 über den Plöckenpass nach Österreich. Sie gelangten so in das Gebiet von Oberkärnten und Osttirol. In Lienz wurde das Hauptquartier aufgeschlagen, und in den Wiesen und Wäldern der Umgebung lagerten Tausende Soldaten, Frauen, Kinder und ihre Pferde.
Die Britische Armee lieferte die Kosaken Ende Mai / Anfang Juni 1945 in Judenburg der Roten Armee aus. Das geschah aufgrund der Vereinbarungen der Konferenz von Jalta 1945, die eine Repatriierung von Sowjetbürgern vorsahen, insbesondere von solchen, die deutsche Uniform getragen oder mit dem Nationalsozialismus kollaboriert hatten. Unter diesen befanden sich allerdings auch Emigranten des Zarenreiches, die keine sowjetischen Staatsbürger waren und daher auch nicht auszuliefern gewesen wären. Für die meisten Offiziere der Kosaken bedeutete die Auslieferung die meist umgehend erfolgte Hinrichtung, die Mannschaften verschwanden überwiegend in den sibirischen Straflagern, wo viele von ihnen ebenfalls umkamen. Von Pannwitz, Krasnow, Schkuro und neun weitere prominente Kosakenführer wurden nach Moskau gebracht, in einem Hochverratsprozess zum Tode verurteilt und im Januar 1947 hingerichtet.

### Kosakeneinheiten der Roten Armee
Auch auf sowjetischer Seite bildeten Kosakenverbände, vor allem die Kuban- und Terekkosaken, einen wesentlichen Bestandteil der mobilen Streitkräfte der Roten Armee im Südabschnitt der Ostfront. Bereits 1936 hatte die Rote Armee begonnen, wieder Kosakenverbände aufzustellen, die auch die alte Kosakentracht trugen. Nach Kriegsausbruch wurden Freiwillige aus den traditionellen Kosakengebieten zur Aufstellung von vier Kosaken-Divisionen herangezogen (12. und 13. Kubankosaken, 14. und 15. Donkosaken) die zusammen das 17. Kosaken-Kavallerie-Korps der Roten Armee bildeten. Für seine Leistungen wurde das Korps später zum 4. Garde-Kosaken-Kavallerie-Korps erhoben.
Der Kriegseinsatz der Kosaken auf Seiten der Roten Armee trug sicherlich mit dazu bei, dass – im Gegensatz zu „unzuverlässigen“ Ethnien, wie Krim-Tataren, Wolgadeutschen oder Tschetschenen – die Kosaken als Gruppe keine systematische Verfolgung mehr durch die sowjetische Führung erlitten. Anführer von Kollaborateuren und Anti-Bolschewiken wurden daher als „Weißgardisten“ bzw. „deutsche Agenten“ angeklagt, während die Loyalität der Kosaken per se nicht in Frage gestellt wurde. Dennoch wurden 1947 alle Kosakeneinheiten der Roten Armee aufgelöst und die Kosaken danach weitgehend aus dem öffentlichen Bewusstsein verdrängt.

## Kosakentum in der nachsowjetischen Ära
Während der Ära Gorbatschow kam es zu einer Wiederbelebung und Reorganisation des Kosakentums. Kennzeichnend für diese als Neo-Kosaken bezeichneten Gruppierungen ist, dass sie sich nicht über die Abstammung oder ein bestimmtes (historisches) Territorium definieren, sondern als Gesinnungsgemeinschaften, denen neben den Abkömmlingen echter Kosakenfamilien auch Personen angehören können, die sich für die „Wiedergeburt“ des Kosakentums einsetzen wollen. Von Anfang an verstanden sich die Neo-Kosaken als Teil ihrer jeweiligen Nationalstaaten, für deren „Verteidigung“ sie eintreten wollten. Neben der historisch begründeten Einteilung in ukrainische und russische Kosaken entstand nun auch eine belarussische Kosakenorganisation. Unter den Neo-Kosaken finden sich Anhänger nationalistischer, nicht selten auch xenophober und chauvinistischer Parolen und Ideologeme.
1990 wurde in Russland der gesamtrussische Kosakenbund wiedergegründet; auf lokaler Ebene wurden die elf Heere aus der Zarenzeit wiederbelebt. Boris Jelzin versuchte 1993, die Kosaken in seine Politik einzubinden, indem er ihnen Funktionen des Grenzschutzes übertrug.
Am 5. Dezember 2005 trat in Russland das Gesetz Über den Staatsdienst des Russischen Kosakentums in Kraft. Darin wird den Kosaken zugestanden, ihren Dienst in der Russischen Armee in der Regel in Einheiten zu leisten, die traditionelle Kosakenbezeichnungen tragen. Die Vereinigungen der Kosaken organisieren die „militärisch-patriotische Erziehung“ der künftigen Rekruten und betreuen ihre Mitglieder, die als Reservisten der russischen Armee dienen. Sie helfen in Not- und Katastrophensituationen, aber auch bei der Zivil- und Territorialverteidigung und der Aufrechterhaltung öffentlicher Ordnung, wie beispielsweise bei den Olympischen Winterspielen 2014. Darüber hinaus können sie Vereinbarungen über andere Tätigkeiten mit verschiedenen Organen der Exekutive treffen, von Organen der gesamten Russischen Föderation bis zur Selbstverwaltung vor Ort. Die Kosaken-Organisationen werden in ein staatliches Register eingetragen.
2007 wurden für Aufbau und Unterhalt von Kosaken-Kadettenkorps erstmals Staatsgelder zur Verfügung gestellt.
2009 bildete Russlands Präsident Medwedew einen Rat für Angelegenheiten des Kosakentums, dem der stellvertretende Stabschef des Präsidenten, Alexander Beglow, vorsteht. Dem Rat gehören der Hauptataman des Kosakenverbandes Russlands, Pawel Sadoroschny, und die Atamane der sieben russischen Kosakengesellschaften an.
Heute soll es bis zu zehn Millionen Kosaken geben. Kosakenverbänden in Russland gehören 740.000 Menschen an, von denen 600.000 Grenzsicherungsaufgaben wahrnehmen.
Allein das Große Don-Heer soll 156.000 Kosaken umfassen, die teilweise in den Kaukasuskrieg 2008 verwickelt gewesen sein sollen.
Viele dieser russischen Kosakenverbände werden heute per Gesetz als Registrierte Kosaken der Russischen Föderation (russisch Реестровое казачество Российской Федерации) zur Wahrnehmung dieser vielschichtigen öffentlichen Aufgaben geführt.
Bei der letzten Volkszählung in Russland aber bezeichneten sich 2010 nur 67.000 Menschen als Kosaken.
Sie wurden allerdings in den endgültig veröffentlichten Zahlen nicht als eigene Volksgruppe aufgeführt, sondern den Russen zugerechnet. Auch in der Ukraine gelten Kosaken offiziell nicht als eigenes Volk, sondern als Ukrainer.
Kosakenbünde gelten in Russland als besonders regierungstreu und waren auch im Krieg in der Ukraine im Einsatz. Sie unterstützen die Staatsgewalt, unter anderem griffen sie mit der Kosakenpeitsche im Jahr 2014 einen Protest von Pussy Riot an, als solche Milizen als Sicherheitskräfte eingesetzt wurden. Anfang Mai 2018 wollte der Menschenrechtsrat beim russischen Präsidenten von den Strafverfolgungsbehörden Antworten darauf, warum bei den Demonstrationen vom 5. Mai 2018 genau dort Gewaltszenen stattgefunden hätten, wo Kosaken zugegen waren, sowie zu deren Zusammenarbeit mit Behörden. Das Schweizer Fernsehen nannte die Gruppen, welche auch an der WM 2018 Präsenz markieren wollten, „Schlägertrupps“, nachdem die Ultrakonservativen regierungskritische Demonstranten niederknüppelten.

## Heere und Formationen der Kosaken
- Schwarzmeerkosaken
- Bugkosaken
- Amurkosaken
- Donkosaken
- Transbaikalkosaken
- KaukasuskosakenTerekkosaken
- Terekkosaken
- Astrachankosaken
- Kubankosaken
- Orenburger Kosaken
- Persische Kosakenbrigade

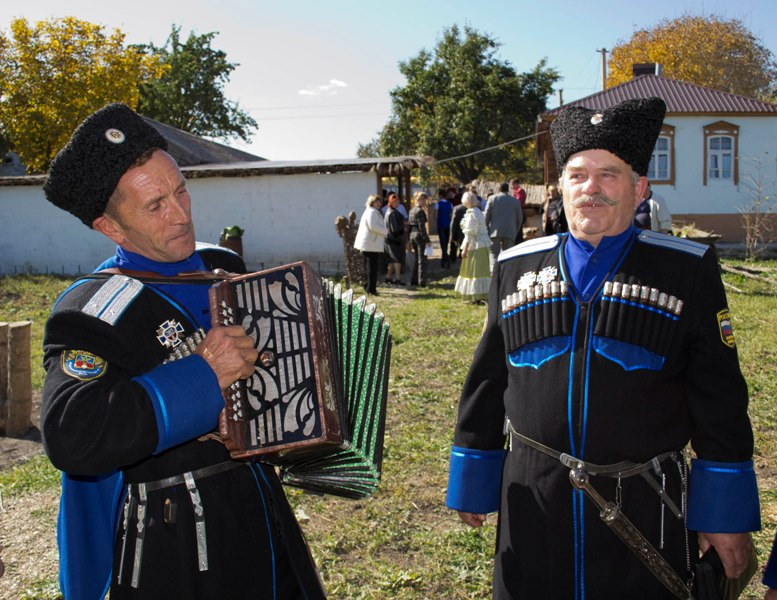
Terekkosaken

- Saporoger Kosaken (inkl. Saporoger Sitsch)
- Semiretschensker Kosakenheer
- Sibirisches Kosakenheer
- Uralkosaken (vormals Jaikkosaken)
- Ussurikosaken
- Rote Kosaken

## Bekannte Kosakenführer
- Jermak Timofejewitsch (1525–1585), Eroberer Sibiriens
- Iwan Issajewitsch Bolotnikow († 1608), Führer des großen russischen Bauernaufstands von 1606 bis 1607
- Bogdan Chmelnizki (1595–1657), Gründer des ersten Kosakenstaates
- Stenka Rasin (1630–1671), Anführer eines Bauernaufstandes
- Semjon Deschnjow (1605–1673), Entdecker der Beringstraße
- Iwan Masepa (1639–1709), Hetman der ukrainischen Kosaken
- Jemeljan Iwanowitsch Pugatschow (1742–1775), Anführer eines Volksaufstands
- Matwei Iwanowitsch Platow (1753–1818), General der russischen Armee und Ataman der Donkosaken
- Alexander Iljitsch Dutow (1879–1921), Generalleutnant im russischen Bürgerkrieg
- Pjotr Nikolajewitsch Krasnow (1869–1947), General der zaristischen Armee und Führer der gegenrevolutionären Bewegung im Russischen Bürgerkrieg
- Marina Yurlova (1900–1984), Kosakin im 1. Weltkrieg, siehe auch 14 – Tagebücher des Ersten Weltkriegs

## Kosakentum
- Schaschka: Kosakensäbel
- Nagaika: geflochtene Peitsche der Kosaken
- Staniza: Kosakensiedlung, aber auch Einheit der Kosaken
- Kasatschok: Tanz der Kosaken
- Traditionsuniform: Tracht der Kosaken, entstammt der Tracht der Tscherkessen
- Tschub: ist die traditionelle Haartracht der ukrainischen Kosaken
- Kobsar: ist ein ukrainischer Volkssänger und Musiker des epischen Genres (häufig Kosaken)
- Bandura: ist ein gezupftes Lauteninstrument in der Ukraine (genoss große Beliebtheit bei den Kosaken)
- Pernatsch: Ein traditioneller Streitkolben

### Überblickswerke und Gesamtdarstellungen
- Andreas Kappeler: Die Kosaken. Geschichte und Legenden (= C.H. Beck Wissen). Verlag C.H. Beck, München 2013, ISBN 978-3-406-64676-8.
- Philip Longworth: Die Kosaken. Legende und Geschichte. Fischer Taschenbuch, Frankfurt am Main 1977, ISBN 3-436-02478-3.

### Zur Entstehungsgeschichte und der Zeit bis ins 19. Jahrhundert
- Carsten Kumke: Führer und Geführte bei den Saporoger Kosaken. Struktur und Geschichte kosakischer Verbände im polnisch-litauischen Grenzland (1550–1648) (= Forschungen zur osteuropäischen Geschichte; Band 49). Harrassowitz, Berlin 1993, ISBN 3-447-03374-6.
- Susanne Luber: Die Herkunft von Zaporoger Kosaken des 17. Jahrhunderts nach Personennamen (= Veröffentlichungen der Abteilung für slawische Sprachen und Literaturen des Osteuropa-Instituts an der Freien Universität Berlin, Band 56). Otto Harrassowitz, Wiesbaden 1983, ISBN 3-447-02381-3.
- Peter Rostankowski: Siedlungsentwicklung und Siedlungsformen in den Ländern der russischen Kosakenheere (= Berliner Geographische Abhandlungen. Heft 6). Berlin 1969.
- Günter Stökl: Die Entstehung des Kosakentums (= Veröffentlichungen des Osteuropa-Institutes München, Band 3). Isar-Verlag, München 1953.

### Kosaken im Ersten und Zweiten Weltkrieg
- Andreas Hilger, G. Wagenlehner: Sowjetische Militärtribunale. Böhlau, Köln 2001, ISBN 3-412-06701-6.
- Stefan Karner: Zur Auslieferung der Kosaken an die Sowjets 1945 in Judenburg. In: Johann Andritsch (Hrsg.): Judenburg 1945 in Augenzeugenberichten. Judenburger Museumsschriften XII. Judenburg 1994, S. 243–259.
- Christian Koller: “Not exactly our finest hour”: Geschichte und Memoria der Kosaken auf dem Balkan im Zweiten Weltkrieg. In: Portal Militärgeschichte, 27. Mai 2013.
- Harald Stadler, Martin Kofler, Karl C. Berger: Flucht in die Hoffnungslosigkeit. Die Kosaken in Osttirol. StudienVerlag, Innsbruck / Wien / Bozen 2005, ISBN 3-7065-4152-1.
- Harald Stadler, Rolf Steininger, Karl C. Berger (Hrsg.): Die Kosaken im Ersten und Zweiten Weltkrieg. StudienVerlag, Innsbruck / Wien / Bozen 2008, ISBN 978-3-7065-4623-2.
- Nikolai Tolstoy: Die Verratenen von Jalta: Englands Schuld vor der Geschichte. Langen-Mueller, Münch 1980, ISBN 3-7844-1719-1.

### Neu-Kosakentum der postsowjetischen Zeit
- Dittmar Schorkowitz unter Mitwirkung von Vasile Dumbrava und Stefan Wiese: Postkommunismus und verordneter Nationalismus. Gedächtnis, Gewalt und Geschichtspolitik im nördlichen Schwarzmeergebiet. Lang, Frankfurt am Main 2008, ISBN 978-3-631-57610-6, S. 98–108.

### Zur Rezeptionsgeschichte
- Jana Bürgers: Bohdan Chmel’nyc’kyj und der Kosakenmythos in der postsowjetischen Ukraine. In: Jahrbücher für Geschichte Osteuropas. Band 50, 2002, Heft 1. S. 62–86.
- Jena Bürgers: Kosakenmythos und Nationsbildung in der postsowjetischen Ukraine. Hartung-Gorre, Konstanz 2006, ISBN 978-3-86628-085-4.
- Olexander Hryb: Understanding Contemporary Ukrainian and Russian Nationalism: The Post-Soviet Cossack Revival and Ukraine’s National Security. ibidem Press, Stuttgart 2020, ISBN 978-3-8382-1377-4.
- Andreas Kappeler: Die Kosaken-Aera als zentraler Baustein der Konstruktion einer national-ukrainischen Geschichte: Das Beispiel der Zeitschrift Kievskaja Starina 1882–1891. In: Robert O. Crummey, Holm Sundhaussen, Ricarda Vulpius (Hrsg.): Russische und Ukrainische Geschichte vom 16.–18. Jahrhundert. Forschungen zur osteuropäischen Geschichte, Band 58. Harrassowitz Verlag, Wiesbaden 2002, ISBN 3-447-04480-2, S. 251–262.
- Gertraud Patterer (Prosatext und Lyrik), Adi Holzer (Collagen, Zeichnungen und Glasskulpturen): Die Kosakentragödie in Kärnten und Osttirol. Verlag Storm Tryk, Dänemark 2007, ISBN 978-87-90170-29-5.